# Orthrosanthus acorifolius
Orthrosanthus acorifolius là một loài thực vật có hoa trong họ Diên vĩ. Loài này được (Kunth) Ravenna miêu tả khoa học đầu tiên năm 1977.